# Sulimierz (województwo zachodniopomorskie)
Sulimierz (niem. Adamsdorf) – wieś w Polsce, położona w województwie zachodniopomorskim, w powiecie myśliborskim, w gminie Myślibórz.
W latach 1975–1998 wieś położona była w województwie gorzowskim.

## Integralne części wsi
| SIMC    | Nazwa     | Rodzaj  |
| ------- | --------- | ------- |
| 0184900 | Chełmsko  | kolonia |
| 0184922 | Dzierzgów | kolonia |
| 0184951 | Krężel    | kolonia |
| 0184980 | Szypuły   | kolonia |

## Historia
Pierwsza wzmianka o Sulimierzu pochodzi z dokumentu wystawionego 10 października 1296 r. Dokument ten był nadaniem cysterkom z konwentu w Reczu prawa patronatu nad kościołem w Sulimierzu, a właściwie Adelmansdorffe. Prawo to zachowały do połowy XVI wieku. 
Wieś kilkakrotnie zmieniała nazwę, pierwotna nazwa wsi brzmiała Edelmannsdorf, czyli wieś szlachecka, rycerska (było tu 5 siedzib rycerskich, 1337 r.). Od XIV wieku zaczęto używać określenia "wieś Adama" – Adamsdorf.
Margrabia Ludwik Rzymski zgodził się w 1363 roku, by Mikołaj von Schöning i jego dziedzice zbudowali tam na swe mieszkanie wieżę (Burgfriede) o wysokości 36 łokci, przy czym zakazano miastom Chojna, Choszczno, Myślibórz i Gorzów przeszkadzania mu w tej budowie. W 1364 roku Otto, Mikołaj i Ludeke Schöningowie zostali umieszczeni wśród vesten Manne, czyli rycerstwa zamkowego. Zamek tu potem wspominano, gdy trzymał go ród Horkerów (1436, 1486).
Pierwsza nazwa po włączeniu wsi do Polski w 1945 r. brzmiała Adamowice. W 1946 r. nazwę zmieniono na Sulimierz. 
Wieś od założenia do początku XX wieku była wsią typowo szlachecką, po wojnie majątek szlachecki został znacjonalizowany i przekazany Państwowym Gospodarstwom Rolnym. 
W 1666 r. w dokumentach odnotowano istnienie szkoły. Nauczycielem był wówczas kościelny Paul Wedel. Najstarszy znany budynek szkolny był dwuizbową chatą krytą strzechą, tak niską, że ręką można było dotknąć dachu. W 1849 r. zbudowano nową szkołę z cegły. Szkoła istniała przez cały okres powojenny do 1 września 2000 r., kiedy to decyzją władz Gminy Myślibórz została afiliowana do szkoły w Głazowie.
Na terenie wsi dokonano kilku odkryć, m.in. 27 kwietnia 1927 r. znaleziono siekierkę z epoki kamienia (5000–2000 lat p.n.e.), znane są też znaleziska z epoki brązu i żelaza (2000–400 lat p.n.e.). 

## Zabytki
- późnobarokowy kościół z wyposażeniem z XVIII w., naroża wieży, nawy i kaplicy południowej z wyraźnymi lizenami, ściany boczne z dwoma rzędami okien, dolne mniejsze. Wieża z hełmem dzwonowym i oktagonalną latarnią.
- park podworski, obok spichlerz z XIX w.[7]